# Palmicellaria
Palmicellaria is een mosdiertjesgeslacht uit de familie van de Celleporidae en de orde Cheilostomatida. De wetenschappelijke naam ervan is in 1864 voor het eerst geldig gepubliceerd door Alder.

## Soorten
- Palmicellaria aviculifera Canu & Bassler, 1928
- Palmicellaria bicornis (Busk, 1859)
- Palmicellaria coronopus Canu & Bassler, 1929
- Palmicellaria elegans Alder, 1864
- Palmicellaria inermis Jullien, 1882

Niet geaccepteerde soorten:
- Palmicellaria dofleini Buchner, 1924 → Buchneria teres (Ortmann, 1890)
- Palmicellaria lorea (Alder, 1864) → Marguetta lorea (Alder, 1864)
- Palmicellaria parallelata Waters, 1895 → Jaculina parallelata (Waters, 1895)
- Palmicellaria plana (Hincks, 1888) → Palmiskenea plana (Hincks, 1888)
- Palmicellaria skenei (Ellis & Solander, 1786) → Palmiskenea skenei (Ellis & Solander, 1786)
- Palmicellaria tenuis Calvet, 1906 → Porella tenuis (Calvet, 1906)